# Кинематограф Шотландии
Кинематограф Шотландии — один из видов национального художественного творчества, обладающий собственным стилем и способом подачи кинематографического материала, а также экономические взаимоотношения, связанные с процессом производства и прокатом созданных произведений.

## Деятели кинематографа

### Режиссёры
Провести чёткую границу между кинематографом Шотландии и Королевства Великобритании чрезвычайно сложно. Одними из первых режиссёров, который обрёл известность именно как шотландец, был Дональд Кэммелл (1934—1996), снявший в соавторстве с англичанином Николасом Роугом в 1968 году криминальную драму «Представление», вышедшую на экраны в 1970 году. В главных ролях снялись Джеймс Фокс и Мик Джаггер. Противоречиво принятый критиками своего времени, в 1995 году фильм занял тридцатую строчку в списке 100 лучших фильмов столетия по версии еженедельника «Time Out». Высокую оценку критиков в год выхода фильма и премию BAFTA за лучший сценарий получил другой шотландский режиссёр и писатель Билл Форсайт за картину «Девушка Грегори» (1981).
Достаточно известным шотландским режиссёром является Майкл Кейтон-Джонс. Его дебют в полнометражном кино — фильм «Скандал» (1989), основанный на реальной политической истории, оказался чрезмерно открытым и был болезненно воспринят действующей администрацией Маргарет Тэтчер. Дальнейшую карьеру Майкл Кейтон-Джонс предпочёл строить в США. Однако наиболее ожидаемый и рекламируемый из его фильмов «Основной инстинкт 2» при бюджете в 70 млн долларов собрал в прокате только чуть более половины этой суммы. Кроме того, этот фильм был представлен в семи номинациях на антипремию Золотая малина и получил 4 из них — худший фильм, худший сиквел, худший сценарий, худшая актриса (Шэрон Стоун).
Более успешными в прокате и в приёме критиками стали фильмы другого шотландского режиссёра Пола Макгигана, снятые как на родине, так и в США: «Кислотный дом» по рассказам шотландского же писателя Ирвина Уэлша, «Одержимость» — ремейк одноимённой ленты Лукино Висконти, первые эпизоды сериала «Шерлок».
По другому творческому пути пошла Мэй Майлз Томас. Она снимает низкобюджетные, зачастую чёрно-белые фильмы, которые относятся к категории авторского кино. Картина «One Life Stand» (в примерном переводе с англ. — «Остаться на всю жизнь») о непростых взаимоотношениях в небольшой семье из Глазго получил более десятка наград, включая главные номинации (Лучшая картина, Лучшая режиссура, Лучший сценарий) премии BAFTA 2000 года в конкурсе начинающих кинематографистов. Один из характерных отзывов о фильме: «В то время, когда Англия штампует по дешёвке имитации „Карты, деньги…“ и поверхностные подражания романтических комедий типа в общем-то среднего „Ноттинг-Хилла“, Томас — это глоток свежего воздуха. Она внимательна, она не сентиментальна, она уважительна с актёрами». За другую свою работу — драматический триллер «Solid Air», Мэй Майлз Томас получила не только несколько кинематографических наград, но и личную благодарность королевы Елизаветы II за вклад в национальный кинематограф.
В начале 2000-х годов получили признание такие шотландские режиссёры, как Дэвид Маккензи — призёр многочисленных фестивалей, прославившийся как режиссёр фильмов «Молодой Адам» (2003 год, 7 премий, 16 номинаций центральных международных киноконкурсов) и «Холлэм Фоу» (2007 год, 9 премий. 15 номинаций); Кевин Макдональд, поставивший социальную драму «Последний король Шотландии» (2006 год, 37 наград, в том числе премия Оскар за лучшую мужскую роль), а также политический триллер «Большая игра» и документальный фильм «Касаясь пустоты»; Линн Рэмси с фильмами «Крысолов» (1999 год, 11 наград, 4 номинации), «Морверн Каллар» (2002 год, 9 наград, 15 номинаций), «Что-то не так с Кевином» (2011 год, 16 наград, 29 номинаций).

### Актёры и актрисы
Известно большое количество актёров и актрис, которые родились в Шотландии и позже получили международное признание. Безусловно, первым в этом списке — Шон Коннери, сыгравший непобедимого тайного агента в первых фильмах Бондианы.
Чрезвычайно популярен Юэн Макгрегор, снимающийся как в независимом кино, так и в проектах откровенно коммерческой направленности. Первой работой, принёсшей ему известность, стала экранизация драмы шотландского писателя Ирвина Уэлша «На игле». Безгранично расширила его известность работа (уже за рубежом) в таких масштабных проектах, как «Звёздные войны» (3 части) и «Мулен Руж!».
Джеймс Макэвой — ещё один молодой шотландский актёр, добившийся признания в начале XXI века. В 2006 году он получил премию BAFTA, как дебютант, подающий самые большие надежды. Его работы в фильмах «Последний король Шотландии» и «Искупление» были номинированы на премию BAFTA, а роль во второй картине — и на «Золотой глобус».
Широкую популярность приобрёл актёр Робби Колтрейн, в особенности после роли Рубеуса Хагрида в серии фильмов о Гарри Поттере. При этом он является обладателем нескольких премий BAFTA, вручаемых за достижения в категории телевизионного кино, в первую очередь за роль в сериале начала 1990-х годов «Метод Крекера».
Многократно был номинирован и 12 раз побеждал в различных международных конкурсах кино и телевидения актёр Дэвид Теннант. Особенно он популярен в роли Десятого Доктора в научно-фантастическом сериале «Доктор Кто».

## Фестивали и конкурсы
Главным по престижности кинематографическим и телевизионным конкурсом в Шотландии является Премия шотландского подразделения Британской академии кино и телевизионных искусств (BAFTA Scotland Awards). Она вручается с 1997 года независимо от общенациональной премии BAFTA за профессиональные творческие достижения шотландских актёров и режиссёров. В 2011 году количество номинаций достигло 19.